# Fehéroroszország Kommunista Pártja
Fehéroroszország Kommunista Pártja (oroszul Коммунисти́ческая па́ртия Белару́си, fehéroroszul Камуністы́чная па́ртыя Белару́сі) egy szélsőbaloldali, kommunista párt, melyet 1996-ban hoztak létre. A pártot olyan politikusok hozták létre, akik korábban a Szovjetunió Kommunista Pártja utódpártjának számító Baloldali Párt – Egy Igazságos Világ (korábbi nevén Belarusz Kommunisták Pártja) nevű pártban politizáltak.

## Története
A párt 1996-ban szakadt ki a Belarusz Kommunisták Pártja nevű szovjet utódpártból (a párt mai neve Baloldali Párt – Egy Igazságos Világ), miután a tagok összekülönböztek az Aljakszandr Lukasenka belarusz elnökhöz fűződő viszonyt illetően. A kivált párttagok a 2001-es elnökválasztáson Lukasenkát támogatták, aki a szavazatok 75,65 százalékát szerezve megnyerte a választást, így maradt a hivatalában. A párt azóta is a kormányzat egyik legjelentősebb támogatója.
2006-ban a Belarusz Kommunisták Pártja és a Fehéroroszország Kommunista Pártja megpróbált egyesülni, sikertelenül.

## A párt vezetői
| Név                                           | hivatal kezdete   | hivatal vége      |
| --------------------------------------------- | ----------------- | ----------------- |
| Fehéroroszország Kommunista Pártja főtitkárai |                   |                   |
| Viktor Csikin                                 | 1996. november 2. | 2001. november    |
| Valerij Zaharcsenko                           | 2001. november    | 2004. július 29.  |
| Tatsziana Holubeva                            | 2005. március 4.  | 2012. október 20. |
| Ihar Karpienka                                | 2012. október 20. | 2017. május 4.    |
| Alekszej Szokol                               | 2017. május 4.    | hivatalban        |

## Választási eredmények
A 2004-es parlamenti választáson a párt 5,31%-os eredményt ért el, ezzel 8 mandátumot szerzett a 110 fős Képviselőházban. Az elkövetkezendő parlamenti választásokon hasonló eredményeket ért el, és mindig a kormány külső támogatójaként vett részt a parlamenti munkában. 2020-ban eddigi legjobb eredményüket érték el, 10,62%-ot szereztek és 11 mandátumot birtokolhatnak.
Eddig egyetlen elnökválasztáson sem indultak önállóan, mindig Aljakszandr Lukasenkát támogatták.

## Külső hivatkozások
- Fehéroroszország Kommunista Pártja hivatalos honlapja